# Episodi di Grojband
Questa è la lista degli episodi di Grojband, una serie animata televisiva canadese che ha debuttato il 10 giugno 2013 su Cartoon Network negli Stati Uniti, il 5 settembre 2013 su Teletoon in Canada ed il 4 novembre 2013 su K2 in Italia.
La serie è composta da 52 episodi, della durata di 11 minuti ciascuno.

## Episodi
| Nº       | Titolo                        | Titolo originale                   | Prima TV Canada       | Prima TV USA   | Prima TV Italia  | Titolo                        |
| -------- | ----------------------------- | ---------------------------------- | --------------------- | -------------- | ---------------- | ----------------------------- |
| 1 (1a)   | I mostri del rock             | Monster Of Rock                    | 5 settembre 2013      | 17 giugno 2013 | 4 novembre 2013  | Il Shupakakka                 |
| 2 (1b)   | La band vegana                | One Plant Band                     | 5 settembre 2013      | 18 giugno 2013 | 4 novembre 2013  | La pianta vegana              |
| 3 (2a)   | Alle prese con la celebrità   | Cloudy With a Chance of Malt Balls | 12 settembre 2013     | 10 giugno 2013 | 5 novembre 2013  | Cherry Grapestain             |
| 4 (2b)   | Zombie dance                  | Dance of the Dead                  | 12 settembre 2013     | 10 giugno 2013 | 5 novembre 2013  | L'invasione degli zombie      |
| 5 (3a)   | Un concerto da incubo         | Creep Away Camp                    | 19 settembre 2013     | 19 giugno 2013 | 6 novembre 2013  | Il re dello spavento          |
| 6 (3b)   | Un concerto allo zoo          | Zoohouse Rock                      | 19 settembre 2013     | 20 giugno 2013 | 6 novembre 2013  | Intrappolati in uno zoo       |
| 7 (4a)   | Terby scontro                 | Smash Up Derby                     | 26 settembre 2013     | 21 giugno 2013 | 7 novembre 2013  | Ottenere i testi              |
| 8 (4b)   | L'ape regina                  | Queen Bee                          | 26 settembre 2013     | 24 giugno 2013 | 7 novembre 2013  | -                             |
| 9 (5a)   | Bolle e rock                  | Pox N' Roll                        | 3 ottobre 2013        | 11 giugno 2013 | 8 novembre 2013  | La varicella                  |
| 10 (5b)  | Senza fili                    | No Strings Attached                | 3 ottobre 2013        | 11 giugno 2013 | 8 novembre 2013  | La bambolo-fobia              |
| 11 (6a)  | Tra sogno e realtà (parte 1)  | Dreamreaver (Part 1)               | 10 ottobre 2013       | 25 giugno 2013 | 11 novembre 2013 | Il sogno di Trina (parte 1)   |
| 12 (6b)  | Tra sogno e realtà (parte 2)  | Dreamreaver (Part 2)               | 10 ottobre 2013       | 26 giugno 2013 | 11 novembre 2013 | Il sogno di Trina (parte 2)   |
| 13 (7a)  | Indie rock 400                | In-D Road Rager                    | 17 ottobre 2013       | 12 giugno 2013 | 12 novembre 2013 | -                             |
| 14 (7b)  | Il rock matematico            | Math of Kon                        | 17 ottobre 2013       | 12 giugno 2013 | 12 novembre 2013 | Trigonometrina                |
| 15 (8a)  | Il vero/finto amore           | All You Need is Cake               | 7 novembre 2013       | 14 giugno 2013 | 13 novembre 2013 | Innamorarsi per finta         |
| 16 (8b)  | L'imperfetta perfezione       | Helmet                             | 7 novembre 2013       | 14 giugno 2013 | 13 novembre 2013 | Il casco malefico             |
| 17 (9a)  | Un concerto spaziale          | Space Jammin                       | 14 novembre 2013      | 13 giugno 2013 | 14 novembre 2013 | Gli Z'orb                     |
| 18 (9b)  | La guerra dei desideri        | Wish Upon a Jug                    | 14 novembre 2013      | 13 giugno 2013 | 14 novembre 2013 | Corey e le latine magiche     |
| 19 (10a) | La banda giustizia            | Super Zeroes                       | 21 novembre 2013      | 27 giugno 2013 | 15 novembre 2013 | -                             |
| 20 (10b) | Un cavaliere da ricordare     | Knight To Remember                 | 21 novembre 2013      | 28 giugno 2013 | 15 novembre 2013 | La principessa Mina           |
| 21 (11a) | I veri finti bulli            | Line of Credit                     | 5 dicembre 2013       | 1º luglio 2013 | 18 novembre 2013 | Attenti alla Grojband         |
| 22 (11b) | Il cani e cagnetti bau show   | Hair Today                         | 5 dicembre 2013       | 2 luglio 2013  | 18 novembre 2013 | Kon il cane                   |
| 23 (12a) | La radio pirata               | On The Air and Out to Sea          | 5 dicembre 2013       | 3 luglio 2013  | 19 novembre 2013 | -                             |
| 24 (12b) | Il fantacervello              | Ahead Of Our Tone                  | 5 dicembre 2013       | 5 luglio 2013  | 19 novembre 2013 | Un futuro senza musica        |
| 25 (13a) | L'ascenshorror                | Love In A Nethervator              | 12 dicembre 2013      | 8 luglio 2013  | 20 novembre 2013 | -                             |
| 26 (13b) | La chitarra stregata          | Six Strings Of Evil                | 12 dicembre 2013      | 9 luglio 2013  | 20 novembre 2013 | -                             |
| 27 (14a) | Le orango-nonne               | Rockersize                         |                       |                | 21 novembre 2013 | -                             |
| 28 (14b) | La finta felicità             | Grin Reaper                        |                       |                | 21 novembre 2013 | -                             |
| 29 (15a) | Mima tu che mimo anch'io      | Myme Disease                       |                       |                | 22 novembre 2013 | Corey e il mimo               |
| 30 (15b) | Kon-fusione                   | Kon-fusion                         |                       |                | 22 novembre 2013 | La Grojman                    |
| 31 (16a) | Un viaggio dentro Trina       | Inn Er Face                        |                       |                | 25 novembre 2013 | -                             |
| 32 (16b) | Mah!                          | Who Are You                        |                       |                | 25 novembre 2013 | L'Himster Corey               |
| 33 (17a) | Il curling estremo            | Rock the House                     |                       |                | 26 novembre 2013 | -                             |
| 34 (17b) | Riffin contro Mallory         | War and Peaceville                 |                       |                | 26 novembre 2013 | -                             |
| 35 (18a) | Un mondo senza bolle          | Pop Goes The Bubble                |                       |                |                  | -                             |
| 36 (18b) | La rabbia di Laney            | Girl Fest                          |                       |                |                  | La festa delle ragazze        |
| 37 (19a) | Trina sindaco di Peaceville   | The Bandidate                      |                       |                |                  | Il sindaco Trina              |
| 38 (19b) | La GrojLounge                 | The Pirate Lounge for Me           | Rilassamento e pirati |                |                  |                               |
| 39 (20a) | Chi ha visto la Grojband?     | Hologroj                           |                       | 15 marzo 2015  | 15 marzo 2014    | -                             |
| 40 (20b) | Snuffles ha il raffreddore    | The Snuffles with Snarffles        | -                     | 15 marzo 2015  | 15 marzo 2014    |                               |
| 41 (21a) | La musica da bagno            | Bee Bop a Loofah                   | 4 maggio 2015         | 21 marzo 2015  | 17 marzo 2014    | -                             |
| 42 (21b) | Una notte tempestosa          | A-capella-lips Now                 | 4 maggio 2015         | 21 marzo 2015  | 17 marzo 2014    | Naufragati su un'isola        |
| 43 (22a) | L'anima di trina              | Soulin' Down the Road              | 11 maggio 2015        | 28 marzo 2015  | 18 marzo 2014    | -                             |
| 44 (22b) | "Jam" come "Marmellata"       | That's My Jam                      | 11 maggio 2015        | 28 marzo 2015  | 18 marzo 2014    | Grojband vi presento Jam      |
| 45 (23a) | La rockpubblica di Grojlandia | For Hat and Country                | 18 maggio 2015        | 29 marzo 2015  | 19 marzo 2014    | La Grojlandia                 |
| 46 (23b) | La festa degli innamorati     | It's In the Card                   | 18 maggio 2015        | 29 marzo 2015  | 19 marzo 2014    | Il giorno di San Valentino    |
| 47 (24a) | La cima ululante              | Saxsquatch                         | 18 maggio 2015        | 11 aprile 2015 | 20 marzo 2014    | -                             |
| 48 (24b) | Le fan numero uno             | Group Hug                          | 18 maggio 2015        | 11 aprile 2015 | 20 marzo 2014    | Due fan un po' svitate        |
| 49 (25a) | Lo Gnomo Metrognomo           | Metrognome                         | 25 maggio 2015        | 11 aprile 2015 | 21 marzo 2014    | Un capodanno in-dimenticabile |
| 50 (25b) | Chitarre virtuali             | Dueling Buttons                    | 25 maggio 2015        | 11 aprile 2015 | 21 marzo 2014    | Una sorella per nemica        |
| 51 (26a) | La fine del mondo (parte 1)   | Here Us, Rock! (Part 1)            | 25 maggio 2015        | 12 aprile 2015 | 24 marzo 2014    | -                             |
| 52 (26b) | La fine del mondo (parte 2)   | Here Us, Rock! (Part 2)            | 25 maggio 2015        | 12 aprile 2015 | 24 marzo 2014    | -                             |

## Riassunto episodi
| |                               |                  |  |  |
| 1 (1a) | I mostri del rock             | 4 novembre 2013  |  |  |
| La Grojband vuole suonare in un concerto underground, letteralmente sotterraneo, ma Trina risveglia il mostro e la band si trova costretta ad addormentare il mostro con una canzone particolare della buonanotte. |                               |                  |  |  |
| 2 (1b) | La band vegana                | 4 novembre 2013  |  |  |
| La musica della band trasforma la pianta di un progetto scientifico di Trina in un mostro; Corey ne approfitta per chiedere aiuto al mostro, per avere consigli su come essere una band vegana per un concerto che devono fare. |                               |                  |  |  |
| 3 (2a) | Alle prese con la celebrità   | 5 novembre 2013  |  |  |
| La band deve impressionare la movie star Cherry Grapestain per ottenere la loro musica nel trailer di un film. |                               |                  |  |  |
| 4 (2b) | Zombie dance                  | 5 novembre 2013  |  |  |
| Nella notte di Halloween la Grojband suonando con una nuova apparecchiatura elettrica, svegliano accidentalmente dei morti che sono alla ricerca dei cervelli e la band deve risuonare nella scuola per rimandarli nelle loro tombe. |                               |                  |  |  |
| 5 (3a) | Un concerto da incubo         | 6 novembre 2013  |  |  |
| La Grojband, in un campeggio, deve competere con i Newman, i loro rivali, in un concorso di canzone di fuoco spaventoso, così Corey chiede aiuto allo spavento-maestro lama Stabbington. |                               |                  |  |  |
| 6 (3b) | Un concerto allo zoo          | 6 novembre 2013  |  |  |
| I costumi da orso potevano essere la nuova gimmick della Grojband, proposta da Corey, ma Trina chiamando il sindaco Mellow, riesce a rinchiuderli in uno zoo, in quanto il sindaco li ha scambiati per orsi veri. |                               |                  |  |  |
| 7 (4a) | Terby scontro                 | 7 novembre 2013  |  |  |
| La Grojband deve suonare un concerto in una fiera e dato che Trina li accompagna il gruppo cerca in vari modi per farla arrabbiare per scrivere le canzoni, ma i primi tentativi falliscono, riuscendoci poi con il gioco degli autoscontri, di cui Trina era costretta a partecipare con la sua auto. |                               |                  |  |  |
| 8 (4b) | L'ape regina                  | 7 novembre 2013  |  |  |
| Trina entra in un concorso di bellezza, e sta alla Grojband, per assicurarsi che lei vince, a far partecipare Laney in modo che lei cerchi di perdere, per rendere Trina felice, facendola così scrivere sul diario dei testi felici. |                               |                  |  |  |
| 9 (5a) | Bolle e rock                  | 8 novembre 2013  |  |  |
| Corey vuole lanciare una festa incredibile dopo aver contratto la varicella, incontrando però delle difficoltà per via di Trina e del sindaco Mellow. |                               |                  |  |  |
| 10 (5b) | Senza fili                    | 8 novembre 2013  |  |  |
| Una banda di animatroni preferiti di Corey (principale causa in cui ha avuto origine la Grojband), i Yo Gabba Gabba!, viene distrutta da Trina, e Corey utilizza la Grojband come rimpiazzo. |                               |                  |  |  |
| 11 (6a) | Tra sogno e realtà (parte 1)  | 11 novembre 2013 |  |  |
| Il video di musica della Grojband viene dimostrata a Trina, ma il suo cervello va in uno stato di incoscienza. Quindi Corey, Laney, Kin e Kon devono andare all'interno della sua mente folle per risvegliarla (e per recuperare alcuni dei suoi testi). |                               |                  |  |  |
| 12 (6b) | Tra sogno e realtà (parte 2)  | 11 novembre 2013 |  |  |
| All'interno del cervello contorto di Trina, la Grojband combatte contro il male della loro banda stessa (originatosi probabilmente dal video), che ha reso incosciente il cervello di Trina, con una canzone che li distrugge. |                               |                  |  |  |
| 13 (7a) | Indie rock 400                | 12 novembre 2013 |  |  |
| La Grojband partecipa in una gara di auto e con la loro macchina, inventata da Kin, devono suonare gli strumenti musicali per guidare l'auto. Come sempre incontreranno delle difficoltà, per via di Trina. |                               |                  |  |  |
| 14 (7b) | Il rock matematico            | 12 novembre 2013 |  |  |
| La Grojband per suonare in una competizione matematica, devono far partecipare Kon alla competizione, per poter vincere e suonare. |                               |                  |  |  |
| 15 (8a) | Il vero/finto amore           | 13 novembre 2013 |  |  |
| Corey e Laney devono "innamorarsi" (di cui Laney è già veramente innamorata di Corey), in modo che la band possa cantare ad un matrimonio ed ottenere gratis la gigantesca torta. |                               |                  |  |  |
| 16 (8b) | L'imperfetta perfezione       | 13 novembre 2013 |  |  |
| La voce di Corey, per ignote ragioni, è stonata e Kin costruisce allora un casco "auto-tono" per rendere tonata la voce di Corey, ma (grazie a Trina) il casco diventa malvagio e utilizza il suo laser per trasformare qualcosa di imperfetto, perfetto. |                               |                  |  |  |
| 17 (9a) | Un concerto spaziale          | 14 novembre 2013 |  |  |
| La Grojband va fuori da Peaceville, in campagna, e incontranno degli alieni che vogliono distruggere il mondo e la band si trova costretto a sfidarli in un concerto per salvare il pianeta. |                               |                  |  |  |
| 18 (9b) | La guerra dei desideri        | 14 novembre 2013 |  |  |
| Trina e Corey si sfidano tra di loro con dei desideri utilizzando dei genies che hanno trovato nelle brocche. |                               |                  |  |  |
| 19 (10a) | La banda giustizia            | 15 novembre 2013 |  |  |
| Corey decide di rendere la band, con dei nuovi vestiti, un gruppo di supereroi, ma con questo la band non riesce ma ad avere tempo per fare concerti. |                               |                  |  |  |
| 20 (10b) | Un cavaliere da ricordare     | 15 novembre 2013 |  |  |
| Una cometa passa vicino Peaceville e la città diventa un vecchio centro medievale dei cavalieri e ora Mina inizia a comportarsi come Trina e Trina il viceversa. |                               |                  |  |  |
| 21 (11a) | I veri finti bulli            | 18 novembre 2013 |  |  |
| Corey decide di diventare un duro per migliorare l'immagine della band. |                               |                  |  |  |
| 22 (11b) | Il cani e cagnetti bau show   | 18 novembre 2013 |  |  |
| La Grojband si basa nel genere musicale Hair metal per il prossimo concerto, da suonare in un concerto durante uno spettacolo di cani, ma Trina come sempre si rivelerà di ostacolo. |                               |                  |  |  |
| 23 (12a) | La radio pirata               | 19 novembre 2013 |  |  |
| Corey ha deciso di fare insieme alla band una radio pirata ma avendo successivamente a che fare con dei veri pirati. |                               |                  |  |  |
| 24 (12b) | Il fantacervello              | 19 novembre 2013 |  |  |
| La band (tranne Kin) viaggia nel futuro di un anno per conoscere le novità della musica ma presto (grazie a Kin del futuro) si renderanno conto che la città è governata da Trina grazie ad una attrezzatura elettrica che tutte le persone hanno sull'orecchio e quindi la band cerca di sconfiggere Trina con la musica. |                               |                  |  |  |
| 25 (13a) | L'ascenshorror                | 20 novembre 2013 |  |  |
| Corey non sopporta la musica dell'ascensore e quindi con la band cerca di cambiarla ma per qualche ragione finiscono al centro della Terra con l'ascensore e conoscono un certo cameriere quasi indemoniato che racconta di come si è intrappolato e anche la band rimane la bloccata per via di Trina; la band riuscira a cambiare la musica e a ritornare a casa. |                               |                  |  |  |
| 26 (13b) | La chitarra stregata          | 20 novembre 2013 |  |  |
| Dopo che Trina ha distrutto la chitarra di Corey, quest'ultimo compra una nuova ma che è stregata dalla quale alla fine la band riuscirà a liberarsene. |                               |                  |  |  |
| 27 (14a) | Le orango-nonne               | 21 novembre 2013 |  |  |
| La Grojband fa un piccolo concerto a tre anziane ma siccome la band ha mangiato della cioccolata radioattiva facendo il concerto le anziane diventano muscolose e perdono il controllo. |                               |                  |  |  |
| 28 (14b) | La finta felicità             | 21 novembre 2013 |  |  |
| Peaceville finirà sotto un incantesimo (cioè dei braccialetti messi nei polsi) dell'uomo più felice del mondo (che con questo metodo aveva già distrutto diverse altre città) e la band lo annienterà con della musica triste; alla fine scopriranno che l'uomo più felice del mondo è un robot. |                               |                  |  |  |
| 29 (15a) | Mima tu che mimo anch'io      | 22 novembre 2013 |  |  |
| Quando è stata tolta la statua della città (che era in realtà un esecutore di statua), la Grojband decide di prendere le prime prestazioni nel posto ma lo vogliono anche un gruppo di mimi dalla quale con un metodo riusciranno a "mimizzare" quasi tutta la band rimanendo solo Corey che riuscirà a sconfiggerli diventando di sé un mimo. |                               |                  |  |  |
| 30 (15b) | Kon-fusione                   | 22 novembre 2013 |  |  |
| La Grojband e i Newman si fondono (letteralmente) grazie a DJ Fusion ma con questo ottengono scarso successo e grande disgusto. |                               |                  |  |  |
| 31 (16a) | Un viaggio dentro Trina       | 25 novembre 2013 |  |  |
| Nella fiera della scienza Corey vuole dimostrare i poteri curativi del rock ma Trina per casualità ristringe e ingerisce Kon. |                               |                  |  |  |
| 32 (16b) | Mah!                          | 25 novembre 2013 |  |  |
| La band viene a conoscenza che gli hipsters sono indifferenti a qualsiasi cosa lasciano secchi le persone che fanno una determinata cosa e quindi la band gli vuole stupirli della musica rock ma incontreranno particolari difficoltà. |                               |                  |  |  |
| 33 (17a) | Il curling estremo            | 26 novembre 2013 |  |  |
| La Grojband sfida i Newman attraverso il Curling dalla quale chi dei due gruppi vince si esibirà in un concerto. |                               |                  |  |  |
| 34 (17b) | Riffin contro Mallory         | 26 novembre 2013 |  |  |
| Peaceville compie 100 anni dalla fondazione ed estraggono un silo dalla quale contiene dentro una specie di inno ma siccome Trina taglia a metà il foglio contenente l'inno e la Grojband legge la prima metà la città finisce in una faida; dopo alcune difficoltà la band compone la seconda metà dell'inno e la fa leggere a Nick Mallory dalla quale la città ritorna tranquilla. |                               |                  |  |  |
| 35 (18a) | Un mondo senza bolle          |                  |  |  |
| Peaceville è nella giornata della festa delle bolle e la Grojband si dovrà esibire ma come sempre Trina sarà di ostacolo. |                               |                  |  |  |
| 36 (18b) | La rabbia di Laney            |                  |  |  |
| Laney conoscerà una rockettara dalla quale dice di basarsi sulla semplicità senza aiuti ma che è invece il contrario e Laney cercherà di incastrarla ma senza particolar successo. |                               |                  |  |  |
| 37 (19a) | Trina sindaco di Peaceville   |                  |  |  |
| Corey pensa di salire in politica a partire dalla scuola e in quale modo tenterà di salire al potere? Facendo concorrenza con Trina dalla quale quest'ultima arriverà addirittura a diventare sindaco di Peaceville (dopo che il sindaco Mellow è scappato pensando che alcuni agenti avessero scoperto un suo segreto); la band riuscirà a sconfiggerla con la musica rock. |                               |                  |  |  |
| 38 (19b) | La GrojLounge                 |                  |  |  |
| Corey e la sua band hanno deciso di rendere il loro garage in un launge invitando tutta la città a venire ma con una città che va in rilassamento i pirati invadono la città per trovar dell'oro. |                               |                  |  |  |
| 39 (20a) | Chi ha visto la Grojband?     |                  |  |  |
| Corey pensa che per aumentar la popolarità della band loro dovranno scomparire per un certo periodo. |                               |                  |  |  |
| 40 (20b) | Snuffles ha il raffreddore    |                  |  |  |
| Corey decide di usare la musica per portare consapevolezza per il raffreddore subito dal cane Snuffles, un cucciolo carino locale, per aiutarlo facendo guadagnare così l'odio dell'eroe di guerra locale, Wheelie il gatto. |                               |                  |  |  |
| 41 (21a) | La musica da bagno            |                  |  |  |
| Quando Trina mette in tilt il serbatoio d'acqua della città svuotandosi, nessuno può fare la doccia. Corey e la band decide attraverso la maratona di farli correre i corridori intorno al serbatoio, riempiendolo di sudore, e poi hanno suonato riuscendo poi a rendere pulita l'acqua. |                               |                  |  |  |
| 42 (21b) | Una notte tempestosa          |                  |  |  |
| La città di Peaceville è allagata ma il concerto che la Grojband doveva fare sarà fatto grazie al sindaco Mellow ma come sempre Trina sarà di ostacolo. |                               |                  |  |  |
| 43 (22a) | L'anima di trina              |                  |  |  |
| L'anima-amplificatore di Kin ha qualche malfunzionamento e quando arriva Trina con la sua auto il macchinario si è attivato e ha trasferito l'anima di Trina nella sua auto. Corey ha trovato poi un modo per liberarla e per trovare i testi per lo spettacolo. |                               |                  |  |  |
| 44 (22b) | "Jam" come "Marmellata"       |                  |  |  |
| La Grojband partecipa ad un concorso di radio della marmellata che in caso di vittoria vogliono suonare ma partecipa anche Trina; attraverso uno strano metodo la band riesce a fare della marmellata ma vivente, e si chiama Jam, e dopo alcune difficoltà (per via di Trina) riescono a convincere Jam che si deve fidarsi della band e riescono a vincere il concorso. |                               |                  |  |  |
| 45 (23a) | La rockpubblica di Grojlandia |                  |  |  |
| Corey vuole il cappello da cowboy più cool che abbia mai visto, ma può essere venduto solo a chi è "veramente country." Corey decide che per dimostrare che egli è degno decide che la sua abitazione diventa indipendente dal resto di Peaceville (istituendo persino una loro bandiera country) ma incontreranno dei problemi con il sindaco Mellow che gli ha dichiarato guerra. |                               |                  |  |  |
| 46 (23b) | La festa degli innamorati     |                  |  |  |
| C'è la festa di San Valentino e la band attraverso dei bigliettini speciali hanno fatto una composizione d'amore ma per via dell'urlo straziante di Trina i bigliettini hanno poi registrato questo che ha portato a tutti gli abitanti di Peaceville a dei sentimenti negativi e facendo quasi smembrare la band stessa; solo grazie ad un bigliettino che ha registrato Laney ha ricomposto la band che è anche riuscito a riparare il danno a tutti gli abitanti della città attraverso la musica.                                                                            |                               |                  |  |  |
| 47 (24a) | La cima ululante              |                  |  |  |
| Corey e la band decidono di salire in cima alla montagna di Peaceville per suonare e trovano un Saxquatch che suona un clarinetto. |                               |                  |  |  |
| 48 (24b) | Le fan numero uno             |                  |  |  |
| Le Groupies chiedono alla Grojband (rapendo Corey) di fare una canzone dedicata a loro che sono le due prime fan del gruppo. |                               |                  |  |  |
| 49 (25a) | Lo Gnomo Metrognomo           |                  |  |  |
| Peaceville si sta preparando per festeggiare il Capodanno e la band è pronta per un concerto ma Trina trova e sveglia un leggendario gnomo che ha un grande appetito per il tempo. |                               |                  |  |  |
| 50 (25b) | Chitarre virtuali             |                  |  |  |
| Corey vuole superare il record del solista Shredder nel gioco della chitarra elettrica ma troverà difficoltà per il fatto che suonare una chitarra elettrica giocattolo non è la stessa cosa di una chitarra elettrica vera. |                               |                  |  |  |
| 51 (26a) | La fine del mondo (parte 1)   |                  |  |  |
| Un'antica profezia predice che la Terra sarebbe stata distrutta dal rock in questo giorno. Come farà la Grojband a capire come salvare il pianeta? E che cosa costerà? |                               |                  |  |  |
| 52 (26b) | La fine del mondo (parte 2)   |                  |  |  |
| Dopo aver riunito l’intera città con una canzone, la Grojband e tutti gli abitanti di Peaceville si accorgono che un meteorite si sta per schiantare sulla Terra. Si scopre che è tutto un piano degli alieni che i ragazzi sconfissero tempo fa e che, per vendetta, hanno indirizzato un meteorite solo perché loro non sanno perdere. Corey propone una battaglia delle band sulla superficie del meteorite: se vincono, allora gli alieni fermeranno il meteorite, se perdono, non ci sono più speranze. Ma, come sempre, Trina è pronta a mettergli i bastoni fra le ruote. |                               |                  |  |  |